# Дёринг, Карл Генрих
Карл Генрих Дёринг (нем. Carl Heinrich Döring; 4 июля 1834, Дрезден — 26 марта 1916, Дрезден) — немецкий музыкальный педагог, хормейстер и композитор.
В 1852—1855 гг. учился в Лейпцигской консерватории, после чего вернулся в свой родной город и с 1858 г. преподавал в Дрезденской консерватории; среди его учеников, в частности, Анастасий Дрешер. Опубликовал значительное количество этюдов и упражнений для фортепиано. Кроме того, руководил мужским хором, для которого написал около 200 песен a cappella. Другие сочинения Дёринга — вокальные (в том числе на стихи Генриха Гейне), камерная музыка. Выступал также как музыкальный критик, написал предисловия к массовым изданиям произведений Карла Марии Вебера и Муцио Клементи, биографический очерк о Бетховене и т. п.